# جیانکارلو گالسی
جیانکارلو گالسی (انگلیسی: Giancarlo Gallesi; ۲۵ ژانویهٔ ۱۹۳۲ – ۲۲ فوریهٔ ۲۰۲۲) بازیکن فوتبال اهل ایتالیا بود.
از باشگاه‌هایی که در آن بازی کرده‌است می‌توان به باشگاه فوتبال جنوآ، باشگاه فوتبال آ.ث. میلان، و باشگاه فوتبال مونتسا اشاره کرد.